# نمونه‌گیری خوشه‌ای

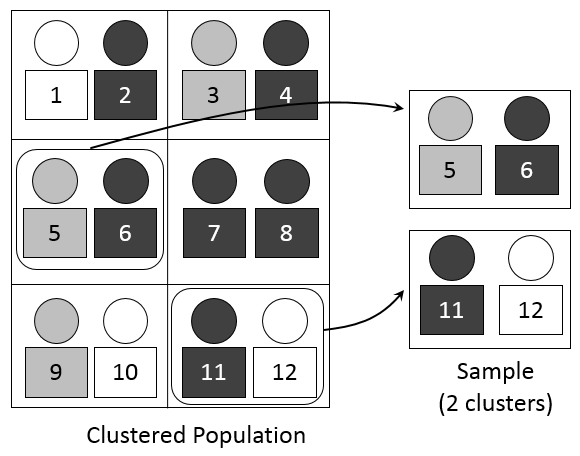
نمونه‌گیری خوشه‌ای. یک گروه دوازده نفره به جفت تقسیم می‌شوند و سپس دو جفت به‌طور تصادفی انتخاب می‌شوند.

در آمار، نمونه‌گیری خوشه‌ای (به انگلیسی: Cluster sampling) یک طرح نمونه‌گیری است که زمانی استفاده می‌شود که گروه‌بندی‌های متقابل همگن و در عین حال ناهمگن داخلی در یک جامعه آماری مشهود باشد. اغلب در تحقیقات بازاریابی استفاده می‌شود.
نمونه‌گیری خوشه‌ای چندمرحله‌ای نیز وجود دارد که در آن حداقل دو مرحله در انتخاب عناصر از خوشه‌ها انجام می‌شود.